# José Celestino Campusano
José Celestino Campusano (Quilmes, 22 febbraio 1964) è un regista e sceneggiatore argentino.

## Biografia
José Celestino Campusano è nato nel 1964 a Quilmes, Buenos Aires, in Argentina.
Negli anni '80 ha studiato recitazione presso l'Instituto de Arte Cinematográfico de Avellaneda. Dal 1991, si è sviluppato come regista indipendente nella zona sud della periferia di Buenos Aires. Dopo la creazione della propria società di produzione, la Cinebruto, ha realizzato numerosi lungometraggi di riconoscimento internazionale. Ha esordito come regista nel 2005 col cortometraggio Bosques. In seguito ha diretto diversi film che gli hanno valso alcuni premi cinematografici come Vil romance (2008), Vikingo (2009), Fango (2012), Placer y martirio (2015), El arrullo de la araña (2015) e Hombres de piel dura (2019).
L'esperienza di Cinebruto ha portato Campusano ad incontrare altri produttori che avevano realtà simili, come Pablo Almirón, di Corrientes, e Miguel Ángel Rossi, di Bariloche. In questo contesto, è stato co-fondatore del Clúster Audiovisual de la Provincia de Buenos Aires (CAPBA) e della Federación Audiovisual de la República Argentina (FARA). Oltre alla produzione di numerosi lungometraggi, Cinebruto si distingue per uno schema di lavoro collaborativo che integra i settori della comunità nelle diverse fasi di realizzazione.

## Filmografia

### Regista
- Bosques (2005) Cortometraggio
- Legión - Tribus urbanas motorizadas (2006) Documentario
- Vil romance (2008)
- Vikingo (2009)
- Paraíso de sangre (2011)
- Fango (2012)
- Fantasmas de la ruta (2013)
- El Perro Molina (2014)
- Placer y martirio (2015)
- El arrullo de la araña (2015)
- El sacrificio de Nehuén Puyelli (2016)
- Cícero impune (2017)
- El azote (2017)
- Brooklyn Experience (2018)
- El silencio a gritos (2018)
- Hombres de piel dura (2019)

### Sceneggiatore
- Bosques (2005) Cortometraggio
- Legión - Tribus urbanas motorizadas (2006) Documentario
- Vil romance (2008)
- Vikingo (2009)
- Paraíso de sangre (2011)
- Fango (2012)
- Fantasmas de la ruta (2013)
- El Perro Molina (2014)
- Placer y martirio (2015)
- El arrullo de la araña (2015)
- El sacrificio de Nehuén Puyelli (2016)
- Cícero impune (2017)
- El azote (2017)
- Brooklyn Experience (2018)
- Hombres de piel dura (2019)

### Produttore
- Bosques (2005) Cortometraggio
- Legión - Tribus urbanas motorizadas (2006) Documentario
- En carne propia (2007) Documentario
- Vil romance (2008)
- Vikingo (2009)
- Paraíso de sangre (2011)
- Fango (2012)
- Fantasmas de la ruta (2013)
- El Perro Molina (2014)
- El arrullo de la araña (2015)
- El sacrificio de Nehuén Puyelli (2016)
- Brooklyn Experience (2018)
- Hombres de piel dura (2019)

### Attore
- Bosques (2005) Cortometraggio
- Tierra de los Padres (2011)
- Tres D (2014)

## Riconoscimenti
| Anno | Festival                                                  | Categoria                  | Lavoro                              | Risultato                            |
| ---- | --------------------------------------------------------- | -------------------------- | ----------------------------------- | ------------------------------------ |
| 2005 | Locarno Festival                                          |                            | Bosques                             | Candidato/a con Gianfranco Quattrini |
| 2008 | Festival internazionale del cinema di Mar del Plata       | Miglior film               | Vil romance                         | Candidato/a                          |
| 2009 | Festival internazionale del cinema di Mar del Plata       | FIPRESCI Prize             | Vikingo                             | Vincitore/trice                      |
| 2009 | Festival internazionale del cinema di Mar del Plata       | Special Mention            | Vikingo                             | Vincitore/trice                      |
| 2009 | Festival internazionale del cinema di Mar del Plata       | Miglior film               | Vikingo                             | Candidato/a                          |
| 2010 | Argentinean Film Critics Association Awards               | Best Video Film            | Legión - Tribus urbanas motorizadas | Candidato/a                          |
| 2010 | Warsaw International Film Festival                        | Free Spirit Award          | Vikingo                             | Candidato/a                          |
| 2012 | Festival internazionale del cinema di Mar del Plata       | Miglior regista            | Fango                               | Vincitore/trice                      |
| 2012 | Festival internazionale del cinema di Mar del Plata       | Argentinean Competition    | Fango                               | Candidato/a                          |
| 2013 | Festival internazionale del cinema di Mar del Plata       | Miglior film               | Fantasmas de la ruta                | Candidato/a                          |
| 2013 | Valdivia International Film Festival                      | International Feature Film | Fango                               | Vincitore/trice                      |
| 2013 | Valdivia International Film Festival                      | Miglior film               | Fango                               | Candidato/a                          |
| 2014 | Festival internazionale del cinema di Mar del Plata       | Miglior film               | El Perro Molina                     | Candidato/a                          |
| 2015 | Festival internazionale del cinema di Mar del Plata       | Miglior film argentino     | El arrullo de la araña              | Candidato/a                          |
| 2015 | Buenos Aires International Festival of Independent Cinema | Miglior regista            | Placer y martirio                   | Vincitore/trice                      |
| 2017 | Festival internazionale del cinema di Mar del Plata       | Miglior film argentino     | El azote                            | Vincitore/trice                      |
| 2019 | Buenos Aires International Festival of Independent Cinema | Miglior film argentino     | Hombres de piel dura                | Candidato/a                          |